# Порк-пай (шляпа)

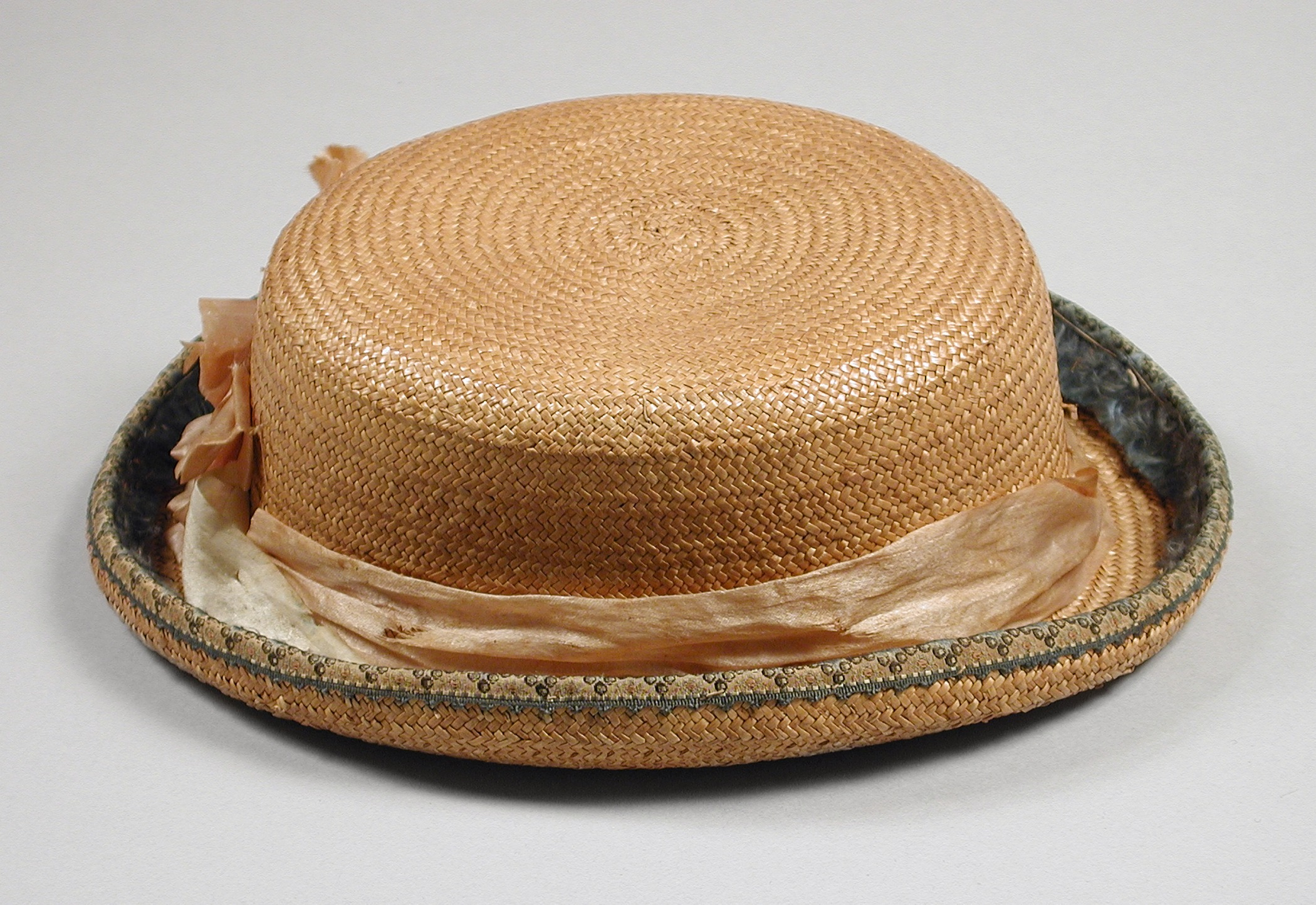
Детская шляпа «порк-пай», вероятно, американская. Плетёная солома и шёлковая лента, конец XIX века. Музей искусств округа Лос-Анджелес, 41.11.34.

Шляпа «порк-пай» («свиной пирог») — вид шляпы, который носили с середины XIX века. Популярность она приобрела в XX веке, когда её стали носить знаменитые актёры и музыканты. Этот стиль отличается плоской макушкой, напоминающей традиционный пирог со свининой, благодаря чему шляпа и получила своё название.

## Шляпа «порк-пай» в моде XIX века
Шляпа «порк-пай» появилась в западной моде в 1860-х годах. Изначально этот аксессуар был женским, его можно было узнать по форме, в частности, по узкому околышу, который характерно закруглялся к плоской макушке шляпы. Изготавливали шляпу в тот период обычно из соломы или бархата. Шляпа «порк-пай» была маленькой, и её носили на голове, сдвигая вперёд, чтобы учитывать популярные причёски той эпохи. Мода на шляпы «свиной пирог» вскоре распространилась и на мужчин. У мужских аксессуаров размер был больше, а в качестве украшения выступали декоративные ленты на задней части шляпы.

## Бастер Китон и 1920-е годы
Шляпа «порк-пай» начала приобретать популярность в Британии как мужская шляпа вскоре после начала XX века. В моду вошел стиль man-about-town (светских завсегдатаев модных мест), и среди знаменитых артистов он пользовался особой популярностью. Актёр немого кино Бастер Китон превратил «федоры» в фетровые «порк-пай», похожие на соломенные лодочки и с краями, укреплёнными сахарным раствором. У таких шляп был очень плоский верх и такой же короткий плоский ободок.

## 1930-е и 1940-е годы
Расцвет «порк-пай» пришелся на период Великой депрессии, после эпохи соломенных лодочек, пик которой состоялся в «ревущие двадцатые». В новом воплощении «свиной пирог» вновь обрёл застегивающийся ободок и стал немного выше. Её похожий на тарелку венец стал известен среди шляпников как «телескопическая корона» или «тугой телескоп», потому что при ношении верхняя часть могла слегка приподниматься
Кроме того, как говорится в газетной вырезке середины 1930-х гг: «Настоящая шляпа „порк-пай“ сделана так, что ее можно носить только в телескопическом варианте». В той же газетной вырезке шляпу называют «би-короной».
Среди известных носителей «порк-пай» в ту эпоху — Фрэнк Ллойд Райт, у шляпы которого был очень широкий околыш и довольно высокая макушка. Лестер Янг, чья карьера джазового саксофониста длилась с середины 1920-х до конца 1950-х годов, регулярно надевал шляпу «порк-пай» во время своих выступлений, а после его смерти Чарльз Мингус написал в честь Янга музыкальную элегию под названием «Прощай, шляпа-пирог». Шляпа Янга имела более широкий ободок, чем у более ранних моделей, но сохраняла характерную круглую, плоскую, складчатую макушку. Такая шляпа была визитной карточкой и физика Роберта Оппенгеймера, научного руководителя проекта Второй мировой войны по созданию атомной бомбы.
В афроамериканской культуре 1940-х годов «порк-пай» — модный, с перьями, сочетающийся по цвету — стал ассоциироваться с костюмом «зут». К 1944 году шляпа была распространена даже в Новой Гвинее.

## После 1950-х годов
После окончания Второй мировой войны широкая популярность «порк-пай» несколько снизилась, хотя в результате связи с костюмом «зут» он продолжал ассоциироваться с афроамериканской музыкальной культурой, особенно с джазом, блюзом и ска. На телевидении в 1951—1955 годах Арт Карни часто носил ее, изображая Эда Нортона в сериале «Молодожены», а в Пуэрто-Рико актер Хоакин Монсеррат, известный как Пачеко, был ведущим многих детских телешоу 1950-х годов и был известен своей соломенной шляпой-пирожком и галстуком-бабочкой. В этом воплощении шляпа вернулась к стилю Бастера Китона с жестким плоским околышем и чрезвычайно низким плоским венцом.
В 1960-х годах на Ямайке субкультура «грубых мальчиков» популяризировала «порк-пай», а также шляпы, напоминающие высокие «трильби». Ямайская диаспора вернула «свиной пирог» в моду в Соединенном Королевстве благодаря соединению молодежных культур. Когда после окончания Второй мировой войны и призывов правительства к послевоенному восстановлению усилилась миграция в Великобританию (поколение Виндраш, Закон о британском гражданстве),), общие музыкальные и стилевые интересы повлияли на появление таких предметов одежды, как шляпа «порк-пай», в зарождающихся молодежных субкультурах модов и рейва.
Шляпа «порк-пай» вернула некоторую популярность после того, как персонаж Джина Хэкмена Джимми «Попай» Дойл надел ее в фильме 1971 года «Французский связной». Герой Дойла был основан на личности реального полицейского Эдди Игана (играл в фильме капитана). Иган всю жизнь был знаменит тем, что носил шляпу. Примерно в то же время Роберт Де Ниро носил шляпу фасона «свиной пирог» в фильме «Злые улицы» 1973 года (в этой же шляпе он проходил прослушивание для участия в фильме).
Кроме того, возрождение двухтонального ска в 1970-х годах также способствовало возрождению шляпы-«порк-пай» в молодежной культуре и моде в Великобритании, где черно-белая одежда на заказ сочеталась с этим стилем, как, например, у участников групп The Specials и The Selecter.

## Современные ассоциации
Частым носителем шляп-«порк-пай» является панамский сальса-певец и композитор Рубен Блейдс. Сегодня ношение шляпы такого фасона сохраняет некоторые ассоциации 1930-40-х годов. По словам писателя Гленна О’Брайена: «Шляпа-„порк-пай“ — признак решительного хипстера, такого, которого можно встретить в джаз-клубе или бильярдной, возможно, в кожаной куртке на пуговицах и остроносых туфлях. Это шляпа в духе Тома Уэйтса и Джонни Сандерса. У нее более узкий край, чем у фетровой шляпы, и плоский верх с круглой выемкой. Как правило, она надвинута на глаза. Её часто носят с козлиной бородкой, нашивками для души и/или зубочисткой».
Уолтер Уайт, персонаж Брайана Крэнстона из сериала AMC (телеканал) Breaking Bad, носит шляпу-«порк-пай», когда предстает в образе своего альтер-эго «Хайзенберга», чья личность ассоциируется с этой шляпой. Sony Pictures Television передала шляпу «Хайзенберга» в дар Смитсоновскому институту.